# Óblast d'Ivànovo
L'óblast d'Ivànovo (en rus Ивановская область tr. Ivànovskaia óblast) és un subjecte federal de Rússia.